# GFA League First Division
Die GFA League First Division ist die höchste Spielklasse im Fußball in Gambia und wird seit 1940 ausgetragen.

## Spielmodus
Es treten zwölf Mannschaften in einer Hin- und Rückrunde gegeneinander an. Die Mannschaft, die am Ende der Rückrunde den ersten Platz belegt, ist gambischer Fußballmeister. Der Meister erhält 75.000 Dalasi (D) und jedes beteiligte Team 10.000 D (Stand Juni 2011).

## Geschichte
Die Liga wurde 1940 in britischen Kolonie Gambia als Bathurst League 1940 gestartet, diese Vereine stammten alle aus der Hauptstadt Bathurst (1973 umbenannt in Banjul). Über die Vereine gibt es widersprüchliche Angaben, nach einer Quelle waren es: Augustians, East End Lions, Dingareh, Hotspur, School XI, Young Lions, Gambia United, RAF, Navy, MSU, Heroes und Black Diamonds. Eine andere Quelle listet folgende Mannschaften mit auf: Police FC (MSU?), Medical XI (vermutlich Medical School XI), Gambia Regiment, UAC und Rainbow.
Zur Saison 1967/68 wurde die Anzahl der Vereine auf acht erhöht. Eine Erhöhung der beteiligten Vereine auf eine Anzahl auf elf wurde in der Saison Gambia 1974/75 vollzogen. In der folgenden Saison 1975/76 wurde die Zahl auf sechs Vereine heruntergesetzt. In den 1990ern spielte man die Meisterschaft wieder unter zehn Vereinen aus. 2008 wurde von der Gambia Football Association (GFA) die Anzahl der teilnehmenden Mannschaften von zehn auf zwölf erhöht.

## Vereine der Saison 2019/20
- Armed Forces Football Club (Banjul)
- Bakau Katchikally Milan (Bakau)
- Banjul United (Banjul)
- Brikama United (Brikama)
- Elite United (Banjul)
- Fortune Football Club (Farato)
- GAMTEL Football Club (Banjul)
- Hawks Banjul (Banjul)
- Marimoo Football Club (Manjai Kunda)
- Ports Authority Football Club (Banjul)
- Real de Banjul Football Club (Banjul)
- Tallinding United Football Club (Serekunda)
- Waa Banjul FC (Banjul)
- Wallidan Banjul (Banjul)

## Bisherige Meister
| Saison    | Verein                |
| --------- | --------------------- |
| 1940–1952 | nicht bekannt         |
| 1952/53   | Gambia United         |
| 1953/54   | Augustians Bathurst   |
| 1954/55   | White Phantoms        |
| 1955/56   | UAC                   |
| 1956/57   | Rainbow Football Club |
| 1957/58   | White Phantoms        |
| 1958/59   | White Phantoms        |
| 1959/60   | White Phantoms        |
| 1960/61   | White Phantoms        |
| 1961/62   | White Phantoms        |
| 1962/63   | White Phantoms        |
| 1963/64   | White Phantoms        |
| 1964/65   | White Phantoms        |

| Saison  | Verein                    |
| ------- | ------------------------- |
| 1965/66 | Augustians Bathurst       |
| 1966/67 | Augustians Bathurst       |
| 1967/68 | Adonis Football Club      |
| 1968/69 | White Phantoms            |
| 1969/70 | Wallidan Banjul           |
| 1970/71 | Wallidan Banjul           |
| 1971/72 | Real de Banjul            |
| 1972/73 | Adonis FC                 |
| 1973/74 | Real de Banjul            |
| 1974/75 | Real de Banjul            |
| 1975/76 | Wallidan Banjul           |
| 1976/77 | Wallidan Banjul           |
| 1977/78 | Real de Banjul            |
| 1978/79 | Wallidan Banjul           |
| 1979/80 | Starlight Gunners         |
| 1980/81 | Wallidan Banjul           |
| 1981/82 | Wallidan Banjul           |
| 1982/83 | Real de Banjul            |
| 1983/84 | Gambia Ports Authority FC |
| 1984/85 | Wallidan Banjul           |

| Saison    | Verein                    |
| --------- | ------------------------- |
| 1985/86   | Gambia Ports Authority FC |
| 1986/87   | Augustians Bathurst       |
| 1987/88   | Wallidan Banjul           |
| 1988/89   | nicht beendet             |
| 1989/90   | keine Meisterschaft       |
| 1990/91   | nicht beendet             |
| 1991/92   | Wallidan Banjul           |
| 1992/93   | Hawks Banjul              |
| 1993/94   | Real de Banjul            |
| 1994/95   | Wallidan Banjul           |
| 1995/96   | Hawks Banjul              |
| 1996/97   | Real de Banjul            |
| 1997/98   | Real de Banjul            |
| 1998/99   | Gambia Ports Authority FC |
| 1999/2000 | Real de Banjul            |
| 2000/01   | Wallidan Banjul           |
| 2001/02   | Wallidan Banjul           |
| 2002/03   | Armed Forces FC           |
| 2003/04   | Wallidan Banjul           |
| 2005      | Wallidan Banjul           |
| 2006      | Gambia Ports Authority FC |
| 2007      | Real de Banjul            |
| 2008      | Wallidan Banjul           |
| 2009      | Armed Forces FC           |
| 2010      | Gambia Ports Authority FC |
| 2011      | Brikama United            |
| 2012      | Real de Banjul            |
| 2013      | Steve Biko FC             |
| 2014      | Real de Banjul            |
| 2014/15   | GAMTEL Football Club      |
| 2015/16   | Gambia Ports Authority FC |
| 2016/17   | Armed Forces FC           |
| 2017/18   | GAMTEL Football Club      |
| 2018/19   | Brikama United            |
| 2019/20   | Meisterschaft abgebrochen |
| 2020/21   | Fortune FC                |
| 2021/22   | Hawks Banjul              |
| 2023      | Real de Banjul            |
| 2023/24   | Real de Banjul            |
| 2024/25   | Real de Banjul            |

## Anzahl der Meisterschaftsgewinne
| Verein                    | Siege | Letzter Gewinn |
| ------------------------- | ----- | -------------- |
| Wallidan Banjul           | 16    | 2008           |
| Real de Banjul            | 15    | 2024/25        |
| White Phantoms            | 10    | 1969           |
| Gambia Ports Authority FC | 6     | 2016           |
| Augustians Bathurst       | 4     | 1987           |
| Armed Forces FC           | 3     | 2017           |
| Gamtel FC                 | 2     | 2018           |
| Hawks Banjul              | 3     | 2021/22        |
| Adonis Football Club      | 2     | 1973           |
| Brikama United            | 2     | 2019           |
| Fortune FC                | 1     | 2021           |
| Gambia United             | 1     | 1953           |
| Rainbow FC                | 1     | 1957           |
| Starlight Gunners         | 1     | 1980           |
| Steve Biko FC             | 1     | 2013           |
| UAC                       | 1     | 1956           |